# Bounce (Calvin Harris)
Bounce è un brano musicale del DJ scozzese Calvin Harris, pubblicato nel 2011 come primo singolo estratto dal suo terzo album 18 Months.
Il brano si avvale della collaborazione della cantante statunitense Kelis.

## Video
Il video è stato diretto da Vincent Haycock e girato a Las Vegas.

## Tracce
CD singolo
1. Bounce (feat. Kelis) (radio edit) - 3:42
2. Bounce (feat. Kelis) (R3hab remix) - 5:23
3. Bounce (feat. Kelis) (Michael Woods remix) - 5:36

Download digitale
1. Bounce (feat. Kelis) (radio edit) - 3:42
2. Awooga - 7:13
3. Bounce (feat. Kelis) (extended mix) - 6:00

## Classifiche
| Classifica (2011) | Posizione raggiunta |
| ----------------- | ------------------- |
| Australia         | 7                   |
| Regno Unito       | 2                   |